# Sistema dinamico di acquisizione
Il sistema dinamico di acquisizione (SDA) nel diritto dell'Unione europea è uno strumento di negoziazione utilizzato negli appalti pubblici.
È stato introdotto a livello comunitario dalle direttive europee 2004/17/CE e 2004/18/CE del Parlamento europeo e del Consiglio europeo, che riguardano, rispettivamente, le procedure di appalto dei cosiddetti settori speciali (es. gas, acqua, servizi di trasporto, postali) e le procedure di aggiudicazione degli appalti pubblici di lavori, forniture e servizi.
In Italia, le due direttive sono state recepite nel Decreto legislativo 12 aprile 2006, n. 163 oggi sostituito dal D.Lgs. 36/2023 (Codice dei contratti pubblici).

## Caratteristiche
Il sistema dinamico di acquisizione si sviluppa con un processo interamente elettronico, il cui utilizzo è previsto per le forniture di beni e servizi standardizzati di uso corrente. È assimilabile a un mercato elettronico per acquisti sotto/sopra soglia, dove l'acquisto avviene a seguito di un confronto concorrenziale tra gli operatori ammessi al sistema. Il sistema dinamico di acquisizione rimane aperto per tutta la sua durata a qualsiasi impresa che soddisfi i criteri di selezione. Tutti gli operatori ammessi saranno poi invitati dalle amministrazioni a presentare un'offerta per ogni appalto specifico nell'ambito dello SDA.
| Vantaggi per le amministrazioni                                                                                | Vantaggi per i fornitori |
| --- | --- |
| - processo interamente informatizzato - trasparenza e concorrenzialità procedura - sistema aperto e flessibile | - mercato permanentemente aperto per tutta la sua durata - garanzia di massima concorrenza, trasparenza e parità di trattamento - dinamismo della partecipazione grazie all'entrata continua di nuovi fornitori |

## Diffusione
Il 27 ottobre 2011 Consip pubblica il primo bando SDA in Italia, relativo ai prodotti farmaceutici, a cui segue il 2 agosto 2012 il bando di Intercent-ER, anch'esso relativo ai prodotti farmaceutici. Il sistema dinamico di acquisto si è successivamente consolidato in Italia, soprattutto ad opera delle centrali acquisti, rappresentando sempre di più uno strumento di semplificazione e di trasparenza delle procedure di gara.